# Swedish Open 2018
Swedish Open 2018, oficiálně se jménem sponzora SkiStar Swedish Open 2018, byl tenisový pořádaný jako součást mužského okruhu ATP World Tour, hraný na otevřených antukových dvorcích s centrálním kurtem Båstad Tennis Stadium pro pět tisíc diváků. Konal se mezi 16. až 22. červencem 2018 ve švédském Båstadu jako sedmdesátý první ročník turnaje.
Turnaj s rozpočtem 540 310 eur patřil do kategorie ATP World Tour 250. Ženská část Erricsson Open probíhající do roku 2017 byla ukončena a pořadatelská práva odkoupil moskevský Moscow River Cup.
Nejvýše nasazeným hráčem ve dvouhře se stal jedenáctý hráč žebříčku Diego Schwartzman z Argentiny. Jako poslední přímý účastník do dvouhry nastoupil italský 125. tenista pořadí Lorenzo Sonego.
Sedmý singlový titul na okruhu ATP Tour vybojoval Ital Fabio Fognini. Pátou společnou trofej ze čtyřher túry ATP si odvezla chilsko-argentinská dvojice Julio Peralta a Horacio Zeballos.

## Rozdělení bodů a finančních odměn

### Rozdělení bodů
| Soutěž  | vítězové | finalisté | semifinalisté | čtvrtfinalisté | 16 v kole | 32 v kole | Q  | Q2 | Q1 |
| ------- | -------- | --------- | ------------- | -------------- | --------- | --------- | -- | -- | -- |
| dvouhra | 250      | 150       | 90            | 45             | 20        | 0         | 12 | 6  | 0  |
| čtyřhra | 250      | 150       | 90            | 45             | 0         | —         | —  | —  | —  |

### Finanční odměny
| Soutěž                              | vítězové | finalisté | semifinalisté | čtvrtfinalisté | 16 v kole | 32 v kole | Q2     | Q1     |
| ----------------------------------- | -------- | --------- | ------------- | -------------- | --------- | --------- | ------ | ------ |
| dvouhra                             | €89 435  | €47 105   | €25 515       | €14 535        | €8 565    | €5 075    | €2 285 | €1 145 |
| čtyřhra                             | €27 170  | €14 280   | €7 740        | €4 430         | €2 590    | —         | —      | —      |
| částka ve čtyřhře je uvedena na pár |          |           |               |                |           |           |        |        |

## Dvouhra mužů

### Nasazení
| Stát                            | Hráč                | ATP | Nasazení |
| ------------------------------- | ------------------- | --- | -------- |
| Argentina                       | Diego Schwartzman   | 11. | 1.       |
| Španělsko                       | Pablo Carreño Busta | 12. | 2.       |
| Itálie                          | Fabio Fognini       | 16. | 3.       |
| Francie                         | Richard Gasquet     | 31. | 4.       |
| Španělsko                       | Fernando Verdasco   | 34. | 5.       |
| Argentina                       | Leonardo Mayer      | 36. | 6.       |
| Španělsko                       | David Ferrer        | 37. | 7.       |
| Austrálie                       | John Millman        | 56. | 8.       |
| Žebříček ATP k 2. červenci 2018 |                     |     |          |

### Jiné formy účasti
Následující hráčí obdrželi divokou kartu do hlavní soutěže:
- Jaume Munar
- Casper Ruud[6]
- Mikael Ymer

Následující hráči postoupili z kvalifikace:
- Simone Bolelli
- Zdeněk Kolář
- Juan Ignacio Londero
- Corentin Moutet

Následující hráč postoupil z kvalifikace jako tzv. šťastný poražený:
- Henri Laaksonen

### Odhlášení
před zahájením turnaje
- Nicolás Kicker → nahradil jej  Thiago Monteiro
- Viktor Troicki → nahradil jej  Henri Laaksonen
- Stefanos Tsitsipas → nahradil jej  Lorenzo Sonego
- Stan Wawrinka → nahradil jej  Gerald Melzer

## Mužská čtyřhra

### Nasazení
| Stát                                                                                     | Hráč           | Stát       | Hráč             | ATP | Nasazení |
| ---------------------------------------------------------------------------------------- | -------------- | ---------- | ---------------- | --- | -------- |
| Bělorusko                                                                                | Max Mirnyj     | Rakousko   | Philipp Oswald   | 73. | 1.       |
| Chile                                                                                    | Julio Peralta  | Argentina  | Horacio Zeballos | 78. | 2.       |
| Nový Zéland                                                                              | Marcus Daniell | Nizozemsko | Wesley Koolhof   | 88. | 3.       |
| Španělsko                                                                                | David Marrero  | Pákistán   | Ajsám Kúreší     | 90. | 4.       |
| Žebříček ATP k 2. červenci 2018; číslo je součtem žebříčkového postavení obou členů páru |                |            |                  |     |          |

### Jiné formy účasti
Následující páry obdržely divokou kartu do hlavní soutěže:
- Markus Eriksson /  Andreas Siljeström
- Elias Ymer /  Mikael Ymer

## Přehled finále

### Mužská dvouhra
- Fabio Fognini vs.  Richard Gasquet, 6–3, 3–6, 6–1

### Mužská čtyřhra
- Julio Peralta /  Horacio Zeballos vs.  Simone Bolelli /  Fabio Fognini, 6–3, 6–4